# Бондар Віктор Миколайович
Ві́ктор Микола́йович Бо́ндар (нар. 14 липня 1991 — 28 січня 2015) — сержант Збройних Сил України, учасник російсько-української війни.

## Короткий життєпис
Навчався в Рудницькому НВК. 2009 року призваний до лав ЗСУ. Після демобілізації працював у рідному селі, захоплювався футболом та волейболом.
На початку серпня 2014-го мобілізований, головний сержант взводу, 128-а окрема гірсько-піхотна бригада.
28 січня 2015-го загинув під час вчиненого терористами обстрілу з РСЗВ БМ-21 «Град» базового табору бригади під Дебальцевим.
Без сина лишилися батьки.
Похований на Лісовому кладовищі Києва. 

## Нагороди та вшанування
- Указом Президента України № 282/2015 від 23 травня 2015 року, «за особисту мужність і високий професіоналізм, виявлені у захисті державного суверенітету та територіальної цілісності України, вірність військовій присязі», нагороджений орденом «За мужність» III ступеня (посмертно)[1].
- На фасаді Лук'янівкої сільської ради Баришівського району Київської області встановлено меморіальну дошку Бондару Віктору Миколайовичу.
- Вшановується в меморіальному комплексі «Зала пам'яті», в щоденному ранковому церемоніалі 28 січня[2][3].